# Capela de Nossa Senhora da Graça (Póvoa de Cós)

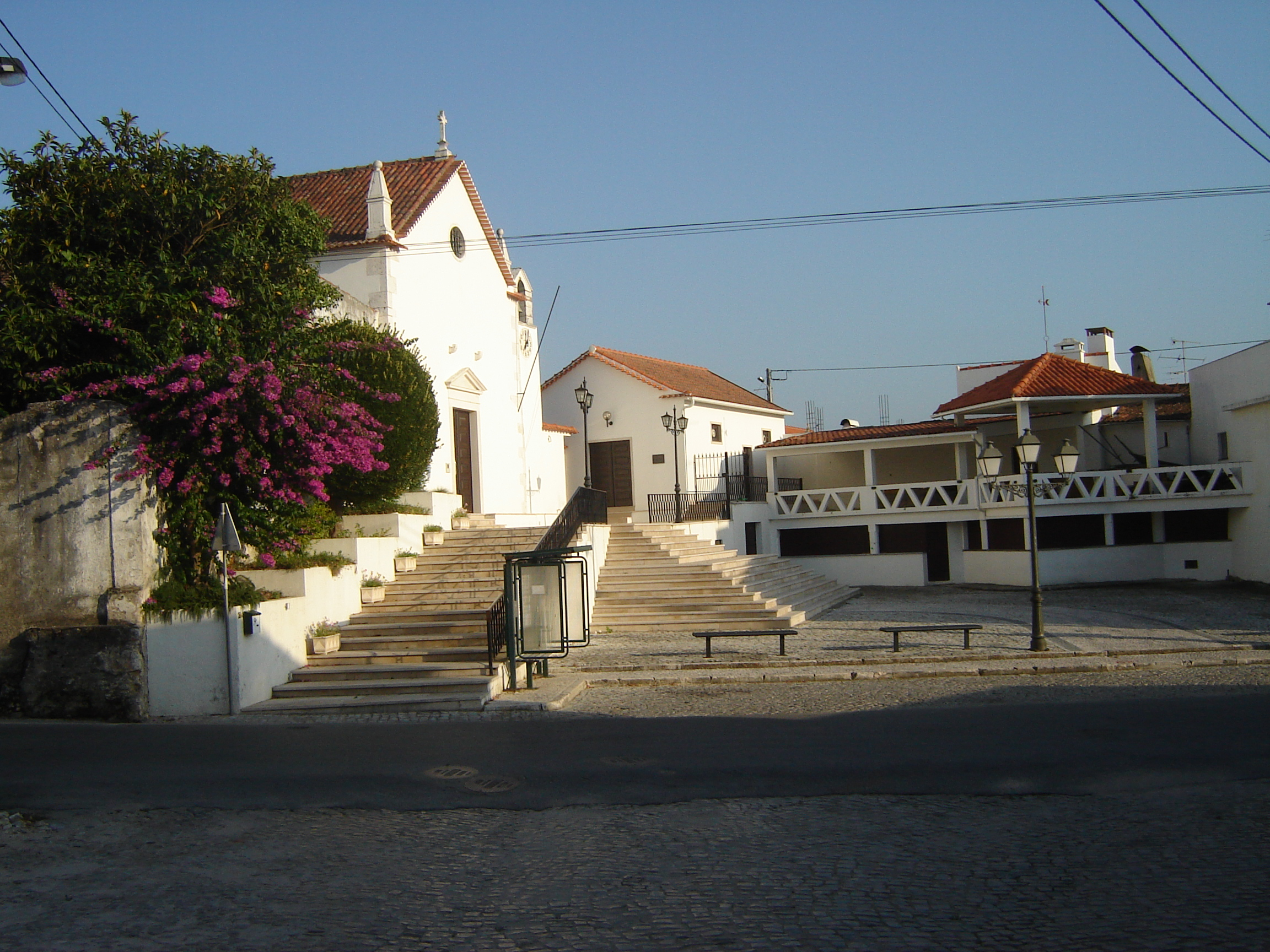
Largo da Capela da Sra. da Graça

A Capela de Nossa Senhora da Graça é uma igreja localizada no centro da Póvoa de Cós, na freguesia de Cós, Portugal.
A sua fundação acontece entre 1601 e 1637, após um legado de Pêro Neto, natural dessa localidade.